# 四郎探母

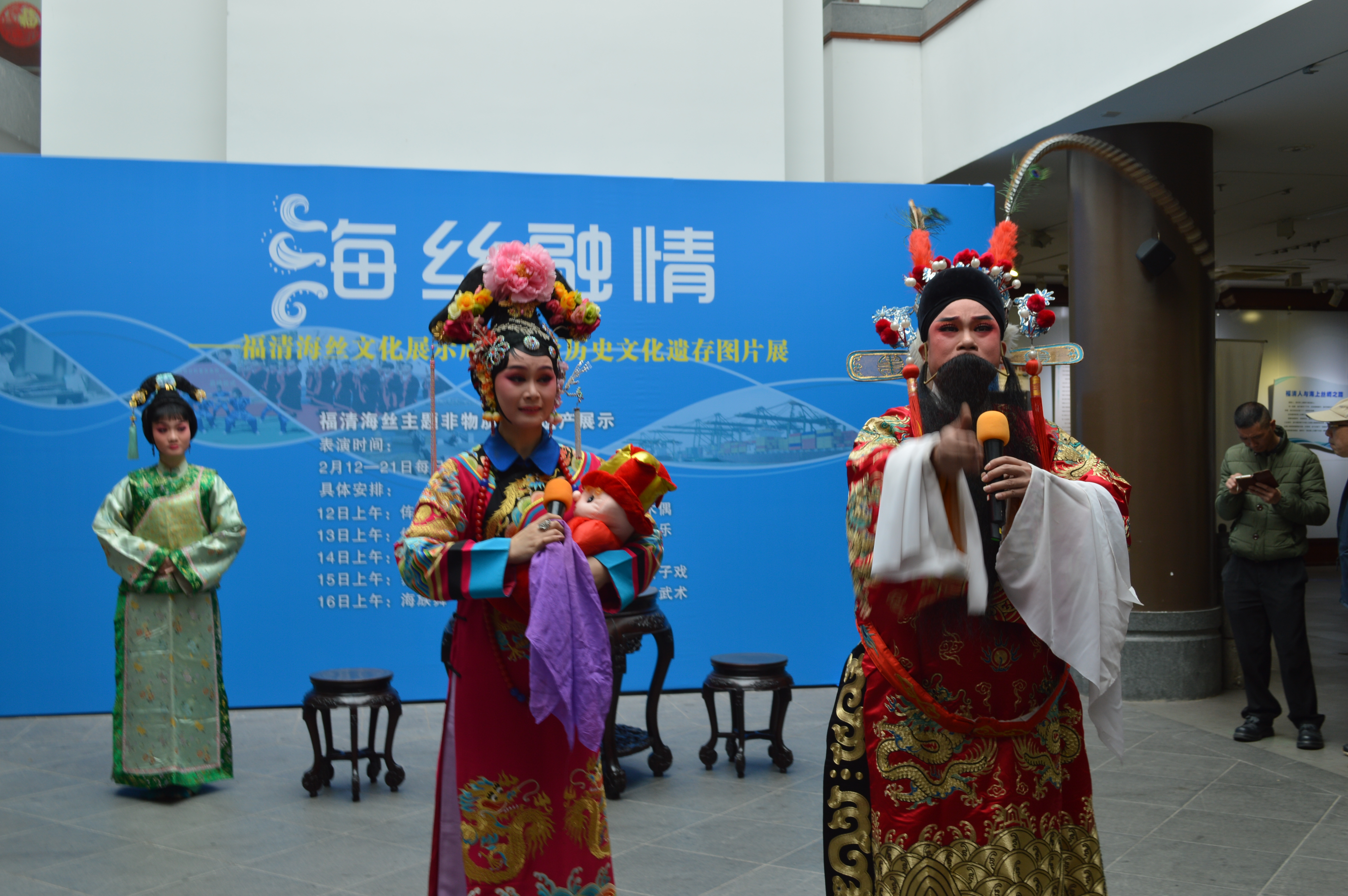
2018年闽剧《四郎探母》演出照片。

《四郎探母》又名《探母回令》、《四盘山》、《北天门》、《探母》，是知名的京剧剧目。另外湘剧有《四郎回国》、《四盘山》，汉剧有《双回国》，川剧有《盗令斩辉》，河北梆子有《探母别家》，赣剧有《回国图》，滇剧有《四盘山》，秦腔、同州梆子、晋剧等，都有此剧目。

## 剧情简介
北宋时，辽王耶律贤设“双龙会”于幽州，邀宋太宗（光义）赴会议和。楊家將八虎护驾随往，中伏兵败，四郎（延辉）被擒，改名木易，与铁镜公主耶律琼娥成婚。十五年后，适辽邦萧天佐摆天门阵，杨六郎（延昭）御于飞虎峪，佘太君押粮抵营；四郎思母，欲往探，为公主识破，乃以实相告；公主计盗令箭，助其出关，四郎当夜私回宋营，与佘太君、杨六郎、发妻孟氏及两妹相聚。黎明，四郎返辽，被萧太后察知，欲斩，经公主求情，赦免。

### 剧目演变
清末四大徽班之一的四喜班有演连台本戏《雁门关》，其中有《八郎探母》一段。当时的剧情为：双龙会后，四郎和八郎均被辽国所擒，双双招为驸马。十二年后六郎与辽交战，佘太君率杨门女将助战。八郎得知此事，哀求公主骗取令箭入宋营探母。六郎趁机利用令箭混入辽军，打败辽军。萧太后察觉令箭被骗取后欲杀公主。
中华人民共和国成立后，该剧被赋予“鼓吹投降主义”、“美化叛国变节”的政治意义，多次被禁，直到改革开放后才全面恢复演出，是各院团常演剧目。

## 《四郎探母》的艺术特点
这是一出传统剧目，生旦并重，以唱为主。剧中生、旦、丑各行当较全。中华人民共和国成立前，曾有过梅兰芳、马连良、谭富英、周信芳等名流同台，满台生辉的景象。1949年后，张君秋、马连良、尚小云、谭富英、姜妙香、叶盛兰、李多奎、马富禄、李和曾等诸多艺术大师，也曾合作演出，名家荟萃，各展才华，深受欢迎。
本剧人物刻画生动，情节紧驰有度，唱腔设计丰富精妙。戏中之悲欢离合，引人共鸣。
与其它京剧剧目类似，剧中铁镜公主以晚清时代满族妇女服饰装扮。《坐宫》场次中，公主身穿满族长袍，服色以白色为主调。《盗令》、《交令》、《求情》场次中，公主装扮更为正式。头戴旗头（大拉翅）、身穿清朝命妇的吉服（蟒袍），脚蹬旗鞋（花盆底鞋）。吉服以红色为主调，与内衬的“领衣儿”、外挂的朝珠相配。旗头则与戏曲中常见的旦角发饰片子相配:136。

## 知名唱詞
《坐宫》选段，依照各戲班傳承，唱词大同小異。

四郎：

【白】公主啊！

 【西皮快板】

      我與你好夫妻恩德不淺，賢公主又何必禮儀過謙，

      楊延輝有一日愁眉得展，誓不忘賢公主恩重如山。

公主：

      說甚麼夫妻情恩德不淺，講甚麼咱與你千里姻緣。

      為甚麼終日裏愁眉不展，有甚麼心腹事只管明言。

四郎：

      非是我這幾日愁眉不展，有一樁心腹事不敢明言。

      蕭天佐擺天門兩國交戰，我娘親押糧草來到北番。

      賢公主若助我母子相見，到來生變犬馬結草銜環。

公主：

      你那裏休得要巧言舌辯，你要見高堂母我不阻攔。

四郎：

      公主雖然不阻攔，無有令箭怎過關？

公主：

      有心贈你金鈚箭，怕你一去就不回還。

四郎：

      公主賜我金鈚箭，見母一面一夜還。

公主：

     宋營離此路途遠，一夜之間你怎能還？

四郎：

     宋營雖然路途遠，快馬加鞭一夜還。

公主：

      适才叫咱盟誓願，你也對天就表一番。

四郎：

      【白】哦！

      【西皮快板】

       公主叫我盟誓願，屈膝跪在地平川，我若探母不回轉……

公主：

      【白】怎麼樣啊？

四郎：

      【白】罢！

      【西皮摇板】

       黃沙蓋臉屍骨不全！

公主：

      【白】言重了！

      【西皮流水】

      一見駙馬盟誓願，咱家才把心放寬。

      你到後宮喬打扮，

      【西皮摇板】

      盜來令箭你好出關哪!

四郎：

      【西皮快板】

      公主盜了金鈚箭，本宮才把心放寬。

      扭轉頭來叫小番！

      【西皮散板】

      備爺的戰馬扣連環，爺好過關！